# Civilization II
Sid Meier's Civilization II, meglio noto come Civilization II, è un videogioco strategico a turni progettato da Brian Reynolds, Douglas Caspian-Kaufman e Jeff Briggs. Sebbene sia il seguito del celebre Sid Meier's Civilization, Sid Meier non ha preso parte al suo sviluppo. Civilization II è stato prodotto inizialmente per Windows nel 1996 e in seguito portato anche sulle console PlayStation e Sega Saturn e su computer Mac OS. Successivamente è uscita una versione per N-Gage, intitolata solo Civilization.
Il seguito diretto di Civ II è Civilization III della Firaxis, ma il suo successo ha ispirato anche Sid Meier's Alpha Centauri e la serie di Call to Power della Activision, nonché i giochi amatoriali FreeCiv e C-Evo.

## Modalità di gioco
Il giocatore prende le parti del sovrano di una civiltà partendo nel 4000 a.C. con nient'altro che dei coloni, e fonda nuove città e costruisce un impero in competizione con un certo numero di altre civiltà (fino a sei) e con i barbari che appaiono casualmente.
L'area di gioco è un'enorme scacchiera che rappresenta il mondo intero, ma con una geografia arbitraria che può essere generata casualmente ad ogni partita, e inizialmente sconosciuta al giocatore. Sono disponibili anche mappe predisegnate (come quella del mondo reale) e scenari con situazioni storiche o fantasiose già sviluppate.
Oltre ad esplorare il mondo del gioco, partecipare alle guerre e intraprendere attività diplomatiche, il giocatore dovrà scegliere se costruire nelle sue città dei miglioramenti (acquedotti, caserme, teatri e tantissime altre) oppure unità mobili civili e militari. Intanto fonderà o conquisterà sempre nuove città espandendo il suo territorio, e trasformerà i terreni attorno alle città con irrigazioni, strade e miniere per rendere il suo regno più produttivo.
Naturalmente è molto importante anche la tecnologia: man mano che si ottengono nuove scoperte scientifiche, finanziando la ricerca o imparando dalle altre civiltà, diventano disponibili unità, edifici, forme di governo e quant'altro sempre più moderni.

### Vittoria
Vi sono generalmente due modi per vincere: conquistare il mondo distruggendo tutte le altre civiltà (a seconda delle regole impostate in precedenza, è possibile anche che il giocatore debba distruggere più volte lo stesso giocatore ma con diverse civiltà) o raggiungere Alfa Centauri con un'astronave avveniristica. In ogni caso, il gioco termina nell'anno 2020 se nessuna civiltà vince prima. Al giocatore viene assegnato un punteggio complessivo, in base alla popolazione e ad altri parametri di sviluppo della sua civiltà, che aumenta notevolmente in proporzione a quanto rapidamente si ottiene la vittoria. È possibile continuare a giocare anche dopo la conclusione, ma il punteggio non verrà ulteriormente aumentato. Fanno eccezione gli scenari predisegnati, che possono avere durata differente e obiettivi specifici come la conquista di determinate città.

### Gran Consiglio
Una particolarità del gioco è la possibilità di consultare il "Gran Consiglio" per avere dei suggerimenti di dubbia utilità ma spesso divertenti. I consiglieri sono rappresentati da filmati di attori mascherati nell'abbigliamento opportuno per il ruolo e l'epoca: un nervoso (e a volte ubriaco) generale per l'esercito, una sinuosa femme fatale per lo spionaggio e la diplomazia, uno scienziato nerd per la ricerca, un accomodante uomo d'affari per l'economia, e un Elvis Presley per la felicità del popolo. Lo stato d'animo dei personaggi cambia a seconda dello stato della loro area di competenza, e spesso litigano e si insultano tra loro. Quando il governo è in anarchia arrivano addirittura a insultarsi pesantemente.

### Confronto con Civ I
Civ II è in gran parte simile al primo Civilization, con arricchimenti e miglioramenti a tutte le caratteristiche del gioco. L'interfaccia è notevolmente migliorata con finestre mobili e link cliccabili, e la visuale della mappa è cambiata da pianta verticale a prospettiva isometrica zoomabile.
Il combattimento è notevolmente migliorato, con l'introduzione di molte più unità e la revisione di quelle vecchie per renderle più equilibrate. Inoltre sono stati introdotti due nuovi concetti, ovvero potenza e punti ferita, che riducono l'aspetto aleatorio degli scontri, così che un'unità primitiva non possa prevalere facilmente su di un'unità più recente.
Completamente nuova è la possibilità di giocare scenari predefiniti, con regole di gioco, unità militari e aspetto grafico personalizzati. Mappe e scenari possono anche essere creati dal giocatore con un semplice editor interno. È inoltre presente un sistema di trucchi a menù per modificare quasi ogni aspetto della partita in corso.

## Espansioni
Sono stati messi in commercio due pacchetti di espansione del gioco. Il primo era Conflitti in Civilization che includeva 20 nuovi scenari, di cui 8 creati da fan del gioco. Aggiungeva anche un linguaggio a macro per la generazione di eventi negli scenari. Uscì poi Fantastic Worlds che aggiungeva 19 scenari e migliorava ancora le capacità dell'editor di scenari. L'espansione definitiva è la Multiplayer Gold Edition, una versione integrale del gioco che riuniva l'originale più le precedenti espansioni e dava per la prima volta la possibilità di giocare in multigiocatore, in rete o sullo stesso PC.
Civilization II: Test of Time è un'altra versione indipendente messa in commercio nel 1999. Era un prodotto a parte con nuove caratteristiche, come unità animate, supporto per mappe multiple nella stessa partita, e nuove modalità "campagna".

## Successo
Civilization II si è piazzato 4º nella classifica dei 100 migliori videogiochi di tutti i tempi di IGN del 2005. La lista comprende anche i giochi per console, e Civ II è il più in alto tra i giochi per PC.
Civilization II è stato dichiarato uno dei dieci videogiochi più importanti di sempre da Henry Lowood della Stanford University, nel marzo 2007. Gli altri giochi nella lista sono: Spacewar! (1962), Star Raiders (1979), Zork (1980), Tetris (1985), SimCity (1989), Super Mario Bros. 3 (1990), Civilization I/II (1991), Doom (1993), Warcraft (1994) e Sensible World of Soccer (1994).
Come il suo predecessore, Civ II è un gioco longevo. Mentre la maggior parte dei videogiochi cessa di vendere nel giro di mesi, questo gioco andava ancora forte dopo diversi anni. Questa longevità è almeno in parte dovuta alla lunga serie di modifiche e scenari prodotti nel tempo dagli innumerevoli appassionati.

## Dettagli

### Civiltà
Queste sono le civiltà giocabili. Il loro atteggiamento è diverso quando sono controllate dal PC (ad esempio alcune civiltà sono più aggressive, altre più espansionistiche), ma per il giocatore la scelta è puramente estetica. Come in Civ I c'è una limitazione: civiltà con lo stesso colore non possono giocare nella stessa partita. Quelle nelle prime due colonne sono le stesse del primo Civilization, quelle nella terza sono introdotte in Civ II.
| Azzurro | Americani  | Cinesi   | Persiani    |
| Giallo  | Aztechi    | Egiziani | Spagnoli    |
| Verde   | Babilonesi | Zulu     | Giapponesi  |
| Arancio | Greci      | Inglesi  | Cartaginesi |
| Bianco  | Romani     | Russi    | Celti       |
| Blu     | Francesi   | Tedeschi | Vichinghi   |
| Viola   | Indiani    | Mongoli  | Sioux       |

I barbari sono in rosso anche stavolta.

### Forme di governo
La forma di governo adottata da una civiltà ha un forte impatto su commercio, felicità del popolo, corruzione e molto altro. All'inizio del gioco è possibile solo il dispotismo, ma col progredire della scienza nuove forme diventano disponibili e si può scegliere di passare dall'una all'altra mediante una rivoluzione o in caso di collasso del governo, a seguito di un'eccessiva quantità di città in rivolta.
- Dispotismo
- Monarchia
- Repubblica
- Comunismo
- Democrazia
- Fondamentalismo
- Anarchia (temporaneo tra un governo e l'altro)

### Tipi di terreno
La mappa di gioco è divisa in caselle, ognuna delle quali può essere formata da:
| - Collina - Deserto - Foresta - Ghiacciaio - Giungla - Mare | - Montagna - Palude - Pascolo - Prateria - Tundra |  |

Tutti i terreni possono contenere risorse speciali come il petrolio che aumentano molto la produttività della casella, ma non hanno altri effetti speciali, contrariamente a quanto succede nei giochi successivi della serie di Civilization.
I fiumi non sono più un tipo di terreno a sé come in Civ I, ma piuttosto un extra che può trovarsi su qualunque terreno. Aumentano il commercio e la velocità di movimento proprio come le strade.
Potenziamenti del terreno che è possibile costruire (quando la tecnologia lo consente):
- Base aerea
- Fattorie
- Ferrovia
- Fortezza
- Irrigazione
- Miniera
- Strada

Involontariamente si può generare anche l'inquinamento che ha effetti negativi.

### Unità
Ci sono numerose unità mobili in Civ II. Molte esistevano già in Civ I, a volte con nomi e caratteristiche diverse. Una differenza importante con Civ I è che le unità di mare non possono invadere le città.
Come in Civ I, le unità combattono sempre solo una alla volta sia in attacco che in difesa, tuttavia possono essere distrutte in gruppo quando attaccate fuori da città o fortezze.
| - Aereo da caccia - Alpini - Arcieri - Artiglieria - Carro da guerra - Bombardiere - Bombardiere Stealth - Caccia Stealth - Cacciatorpediniere - Cannone - Caravella - Carovana | - Carro armato - Catapulta - Cavalieri - Cavalleria - Coloni - Convoglio - Corazzata - Corazzata a vapore - Crociati - Diplomatico - Dragoni - Elefante | - Elicottero - Esploratore - Falange - Fanatici - Fanteria motorizzata - Fregata - Fucilieri - Galeone - Guerrieri - Guerrieri a cavallo - Incrociatore - Incrociatore AEGIS | - Ingegneri - Legione - Marines - Missile Cruise - Missile nucleare - Moschettieri - Nave da carico - Obice - Paracadutisti - Partigiani - Picchieri - Portaerei | - Sottomarino - Spia - Trireme |  |

I barbari hanno anche una unità "comandante", simile all'unità diplomatico ma di fatto non usato per la diplomazia, che fornisce dell'oro come "riscatto" al giocatore che riesce a colpirlo.
Notare che le unità possono essere radicalmente diverse negli scenari delle espansioni, dove si combattono alieni, dinosauri e molto altro.

### Miglioramenti cittadini
Gli edifici che possono essere costruiti in ogni città:
- Acquedotto - Permette la crescita della città oltre le 8 unità
- Aeroporto - Aerotrasporta unità di terra, addestra/ripara unità d'aria
- Anfiteatro - Riduce il malcontento popolare
- Autostrada - Aumenta il commercio sulle strade
- Banca - Aumenta del 50% il denaro riscosso dalle tasse e il lusso
- Biblioteca - Aumenta la ricerca scientifica del 50%
- Batteria SAM - Aumenta la difesa contro unità d'aria
- Borsa valori - Aumenta del 50% il denaro riscosso dalle tasse e il lusso
- Cantiere navale - Addestra/ripara unità di mare
- Caserma - Addestra/ripara unità di terra
- Cattedrale - Riduce il malcontento popolare
- Centrale elettrica - Aumenta del 50% la produzione della fabbrica
- Centrale idroelettrica - Aumenta la produzione della fabbrica (meno inquinamento)
- Centrale nucleare - Aumenta la produzione della fabbrica (meno inquinamento, pericolo di fusione)
- Centrale solare - Aumenta la produzione della fabbrica (no inquinamento)
- Fabbrica - Aumenta del 50% la produzione
- Fognature - Permette la crescita della città
- Fortezza costiera - Aumenta la difesa contro unità di mare
- Granaio - Risparmia il cibo salvandone il 50% ad ogni incremento di dimensioni della città, incrementandone così la velocità di crescita
- Impianto di riciclaggio - Riduce l'inquinamento industriale
- Impianto manifatturiero - Aumenta del 50% la produzione della fabbrica
- Laboratorio - Aumenta la ricerca scientifica
- Mercato - Aumenta del 50% il denaro riscosso dalle tasse e il lusso
- Mura - Aumenta la difesa contro unità di terra
- Palazzo - Indica la capitale
- Piattaforma petrolifera - Aumenta la produzione del mare
- Baia - Aumenta il cibo del mare
- Scudo spaziale - Protegge dai missili nucleari
- Stazione di polizia - Riduce il malcontento dovuto alla guerra (solo con Democrazia e Repubblica)
- Supermercato - Aumenta il cibo prodotto dalle fattorie
- Tempio - Riduce il malcontento popolare
- Trasporti pubblici - Riduce l'inquinamento da traffico
- Tribunale - Riduce la corruzione
- Università - Aumenta del 50% la ricerca scientifica
- Porto - Addestra/ripara naviglio

Nel gioco è sempre necessario mettere qualcosa in produzione, che si tratti di unità militari, strutture cittadine o Meraviglie. Queste, per essere realizzate, utilizzano gli scudi, che in questo gioco sono l'unità di misura della capacità produttiva generata dalla città. L'unica eccezione è la Capitalizzazione, sbloccabile dopo la relativa scoperta scientifica, che, se messa in produzione, ha l'effetto di convertire in denaro tutta la produzione di scudi e, quindi, è la sola opera che non può essere conclusa, ma genera infinitamente denaro.

### Meraviglie del mondo
Sono miglioramenti cittadini unici dai poteri notevoli (ma spesso non perenni), analoghi alle sette meraviglie del mondo antico ma appartenenti un po' a tutte le epoche; ciascuna Meraviglia può essere creata una sola volta da un solo giocatore, e alcune diventano obsolete con la scoperta di una tecnologia. Le Meraviglie possono anche passare da un popolo all'altro, se un popolo riesce a conquistare la città nemica che possiede la Meraviglia, o distrutte per sempre, se la città viene distrutta.
| Periodo storico         | Meraviglie correlate |
| ----------------------- | --- |
| Antichità               | - Le Piramidi - Vale come Granaio in tutte le città - I Giardini Pensili - Aumenta la felicità in tutte le città (non perenne) - L'Oracolo - Aumenta l'effetto di tutti i Templi (non perenne) - La Grande Muraglia - Vale come Mura in tutte le città (non perenne) - Il Faro - Aumenta velocità navi, ed elimina il rischio di naufragio (non perenne) - La Grande Biblioteca - Fornisce tutte le tecnologie note ad almeno altre 2 civiltà (non perenne) - Il Colosso - Aumenta il commercio nella città (non perenne) |
| Medioevo e Rinascimento | - L'Accademia di Sun Tzu - Addestra tutte le unità di terra, rendendole veterane (non perenne) - L'Osservatorio di Copernico - Aumenta la scienza nella città - La Cappella Sistina - Vale come Cattedrale in tutte le città - Il Teatro di Shakespeare - Elimina il malcontento nella città - Le Crociate di Re Riccardo - Aumenta la produzione nella città (non perenne) - L'Ambasciata di Marco Polo - Crea ambasciate in tutte le civiltà (non perenne) - Il Viaggio di Magellano - Aumenta la velocità navi |
| Era industriale         | - L'Ateneo di Newton - Raddoppia la scienza nella città - Laboratorio di Leonardo - Aggiorna gratis le unità obsolete (non perenne) - I Viaggi di Darwin - Fornisce 2 tecnologie gratuite (istantaneo) - La Torre Eiffel - Migliora l'atteggiamento delle altre civiltà - La Cattedrale di Bach - Riduce il malcontento in tutte le città - La Statua della Libertà - Permette qualsiasi governo, e cancella l'anarchia che ne consegue - La Compagnia di Adam Smith - Paga e annulla il mantenimento di molti edifici |
| Era moderna             | - Le Nazioni Unite - Crea ambasciate in tutte le civiltà, facilita le dichiarazioni di guerra di repubbliche e democrazie, obbliga i nemici ad accettare armistizi e pace - Il Progetto Manhattan - Permette (a tutti i giocatori) di costruire armi atomiche - Il Programma SETI - Raddoppia la ricerca scientifica totale - Il Programma Apollo - Rivela la mappa, e permette (a tutti i giocatori) di costruire astronavi - Il Suffragio Femminile - Riduce il malcontento dovuto alla guerra - La Cura per il cancro - Aumenta la felicità in tutte le città - La Diga Hoover - Vale come centrale idroelettrica in tutto il continente |

## Modifiche al gioco
La versione per PC può essere modificata molto facilmente, cambiando il funzionamento generale del gioco. Tra i file installati nella cartella di Civ II c'è un file di testo chiamato "rules.txt" che controlla gran parte dei parametri del gioco. Il file stesso praticamente incoraggia l'utente a modificarlo, dando istruzioni sul proprio contenuto, ma naturalmente avverte di mantenere sempre una copia di sicurezza del file originale.
Si possono agevolmente personalizzare nomi e caratteristiche delle unità, delle civiltà, dei terreni, ecc. Si possono aggiungere anche più unità e tecnologie di quelle esistenti (3 in più, che salgono a 10 se si ha l'espansione). Le modifiche appaiono al riavvio di Civ II.
Analogamente si possono modificare gli aspetti grafici e sonori del gioco. Le icone delle unità, dei terreni, della popolazione, ecc. sono contenute all'interno di file di immagine in formato GIF (come "units.gif"), mentre i suoni sono in formato WAV nella sottocartella "sound".
L'espansione permette di apportare modifiche anche solo in relazione a un singolo scenario, e anche tramite un editor interno. Ogni scenario infatti ha una sua sottocartella dove risiedono le sue versioni di rules.txt, units.gif, ecc.

## Multimedia
La musica di Civ II è in formato CD audio come nei normali CD musicali, non è quindi in formato MIDI o digitale e può essere ascoltata da un qualunque lettore CD. Le canzoni sono molto varie e richiamano epoche o popoli, si va da classici come Sul bel Danubio blu a ritmi tribali tropicali.
Oltre 200 MB di spazio sul CD di Civ II è occupato dalla musica, 280 MB dai filmati, mentre il programma vero e proprio occupa meno di 30 MB. Non sembra esserci protezione dalla pirateria in quanto dopo l'installazione si può giocare anche senza il CD, rinunciando solo alla musica e ai filmati.